# Companhia de Gás de Minas Gerais
A Companhia de Gás de Minas Gerais (GASMIG) é uma empresa pública responsável pela distribuição do gás em Minas Gerais.

## História
Criada em 15 de julho de 1986 como uma unidade de negócios da Companhia Energética de Minas Gerais (CEMIG) com o objetivo de ser uma alternativa energética para o estado.
As primeiras atividades da companhia foi a distribuição de biogás, que era extraído da usina que existia no aterro sanitário de Belo Horizonte. Eram atendidos clientes comerciais próximos à usina, bem como de taxistas e veículos pertencentes à frota da CEMIG. Anos depois, a usina foi desativada devido ao esgotamento do biogás.
Em 1992, a GASMIG passou a atender consumidores do segmento industrial por meio da distribuição do gás disponibilizado pela Refinaria Gabriel Passos (REGAP), em Betim. Inicialmente, eram atendidas 10 empresas dos centros industriais de Betim, Contagem e Belo Horizonte, para onde eram enviados cerca de 100 mil m³/dia de gás natural.
Em 1993, o Governo de Minas Gerais assinou o contrato de concessão da distribuição de gás natural (renovado em 2015).
Em 1995, foi construída a primeira rede de distribuição de gás natural da empresa para atender à cidade de Juiz de Fora, na Zona da Mata, por meio da ligação com o gasoduto de transporte da Petrobras, vindo da Bacia de Campos, no Rio de Janeiro (Gasbel).
Em 1998, a GASMIG entrou no segmento do Gás Natural Veicular (GNV), atendendo os postos de combustíveis para automóveis. 
Em 2001, passou a fornecer gás natural para a produção de energia elétrica à Usina Termelétrica de Juiz de Fora e para Usina Termelétrica de Ibirité.
Em 2004, 40% do capital social da Gasmig foi vendido para a Gaspetro, subsidiária da Petrobras.
Em 2009, iniciou o atendimento no Sul de Minas. 
Em 2010, passou a distribuir gás natural, no parque industrial da região do Vale do Aço, atendendo grandes indústrias como: Vale, Usiminas, Arcelor, Vallourec, entre outras.
Em 2013, passou a aturar no segmento varejista (cliente residencial num condomínio no bairro Santo Agostinho de Belo Horizonte) e no segmento comercial, ligando à rede da Gasmig restaurantes, hospitais, hoteis, academias, entre outros estabelecimentos.
Em 2014, a Cemig compra os 40% de participação da Gaspetro por R$ 600 milhões.
Em 2019, a Gasmig foi incluída no programa mineiro de desestatização para ser privatizada.

## Rede de distribuição
Em 2022, a Gasmig contava com uma rede de 1.479 km de extensão, que atende cerca de 71 mil clientes e 43 municípios, concentrando mais de 50% da produção industrial do Estado.
O abastecimento contempla a Grande BH, as regiões Sul, Zona da Mata, Vale do Rio Doce e Campo das Vertentes. 
Em 2021, a Gasmig comercializou 1.387.514,844 m³ de gás, sendo que 62,2% foram destinados ao segmento industrial, 31,05% para a geração térmica e 6,75% restantes para os segmentos automotivo, residencial e outros.